# Kalevi Hemilä
Matti Kalevi Hemilä (ur. 21 września 1952 w Kärsämäki) – fiński agronom, urzędnik państwowy i menedżer, w latach 1995–2002 minister rolnictwa i leśnictwa.

## Życiorys
Absolwent nauk rolnych i leśnych, w 1984 uzyskał doktorat. Był pracownikiem naukowym instytutu badawczego, a w latach 1986–1992 dyrektorem generalnym Maatilahallitus, państwowej agencji zajmującej się rozwojem rolnictwa i obszarów wiejskich. W latach 1993–1995 zatrudniony w stałym przedstawicielstwie Finlandii przy Unii Europejskiej.
Od kwietnia 1995 do lutego 2002 sprawował urząd ministra rolnictwa i leśnictwa w pierwszym i drugim rządzie Paava Lipponena. Zajmował następnie dyrektorskie stanowiska w fińskich organizacjach gospodarczych przemysłowców i pracodawców. W latach 2006–2009 był dyrektorem zarządzającym zakładu ubezpieczeń emerytalno-rentowych Etera.